# Honorio Leguizamón
Honorio Leguizamón (Concordia (Entre Ríos), 30 de diciembre de 1848 - Buenos Aires, 24 de junio de 1921) fue un médico y educador argentino que ejerció como rector del Colegio del Uruguay.

## Reseña biográfica
Honorio Leguizamón era hijo del coronel Martiniano Leguizamón, que sirvió a las órdenes de Justo José de Urquiza, y de doña Paula Rodríguez, emparentada con Francisco Ramírez, y hermano de Onésimo Leguizamón y Martiniano Leguizamón.
Estudió en el Colegio del Uruguay y posteriormente, se recibió de Médico.
Activo participante en la vida social y educativa de la entonces capital de Provincia de Entre Ríos, Fue Rector del Colegio del Uruguay (1880 a 1888).  y luego,   Director de la primera Escuela Normal de Profesores de Buenos Aires. En 1893 participó en los debates sobre la enseñanza de la educación física en las escuela. presentando una propuesta al Ministerio de Educación acerca de la mejor manera de incorporarla.
Estudió las propiedades y forma de cultivo de Yerba mate. En 1895 trae desde Paraguay las primeras semillas, que le permitieron a Carlos Thays, experimentar con métodos de germinación para el cultivo de la yerba mate (Ilex paraguariensis) con fines industriales:

## Obras
- 1877 - Yerba-mate, observaciones sobre su cultivo y sus usos. Buenos Aires: Tip. Minerva, 1877[6]
- 1907 - Justo J. de Urquiza: discurso pronunciado por el ex alumno y ex rector doctor Honorio Leguizamón el 28 de julio de 1907. homenaje de los ex alumnos al fundador del Colegio del Uruguay. Buenos Aires Coni 1907.[7]
- 1959 - Anima del poncho Verde. Buenos Aires, Emecé[8]  y Review[9]